# Gułów (województwo lubelskie)
Gułów – wieś w Polsce położona w województwie lubelskim, w powiecie łukowskim, w gminie Adamów. Obok miejscowości przepływa Motwica, niewielka rzeka dorzecza Wisły.
| SIMC    | Nazwa          | Rodzaj      |
| ------- | -------------- | ----------- |
| 0667968 | Dębowica       | kolonia     |
| 0667980 | Gułów          | osada       |
| 0667997 | Korwin         | osada leśna |
| 0668005 | Ofiara         | osada leśna |
| 0668028 | Sitnik         | osada leśna |
| 0668034 | Zaździebulichy | osada leśna |

Wierni Kościoła rzymskokatolickiego należą do parafii Podwyższenia Krzyża Świętego w Adamowie.
Wieś stanowi sołectwo w gminie Adamów. Według Narodowego Spisu Powszechnego z roku 2011 wieś liczyła 499 mieszkańców.
Na terenie wsi Gułów istniał majątek ziemski należący do rodziny Krasińskich. Jego ostatnią właścicielką była księżna Maria Ludwika z Krasińskich Czartoryska. Po wojnie na gruntach majątku utworzona została Rolnicza Spółdzielnia Produkcyjna "Iskra", która funkcjonowała do 1983 roku.
Wieś szlachecka położona była w drugiej połowie XVI wieku w ziemi stężyckiej. Do 1954 roku istniała gmina Gułów. W latach 1975–1998 miejscowość administracyjnie należała do województwa siedleckiego. W skład miejscowości (według TERYT) wchodzi kolonia Dębowica, osada Gułów oraz cztery osady leśne Korwin, Ofiara, Sitnik i Zaździebulichy.

## Urodzeni w Gułowie
- Roman Paszkowski – polski wojskowy, polityk, dyplomata, generał broni pilot Wojska Polskiego, uczestnik m.in. kampanii wrześniowej[11].